# Duderstadt
Duderstadt là một đô thị ở phía nam bang Niedersachsen, Đức, thuộc huyện Göttingen. Đây là thủ phủ của phía bắc Eichsfeld ("Untereichsfeld"). 

Duderstadt
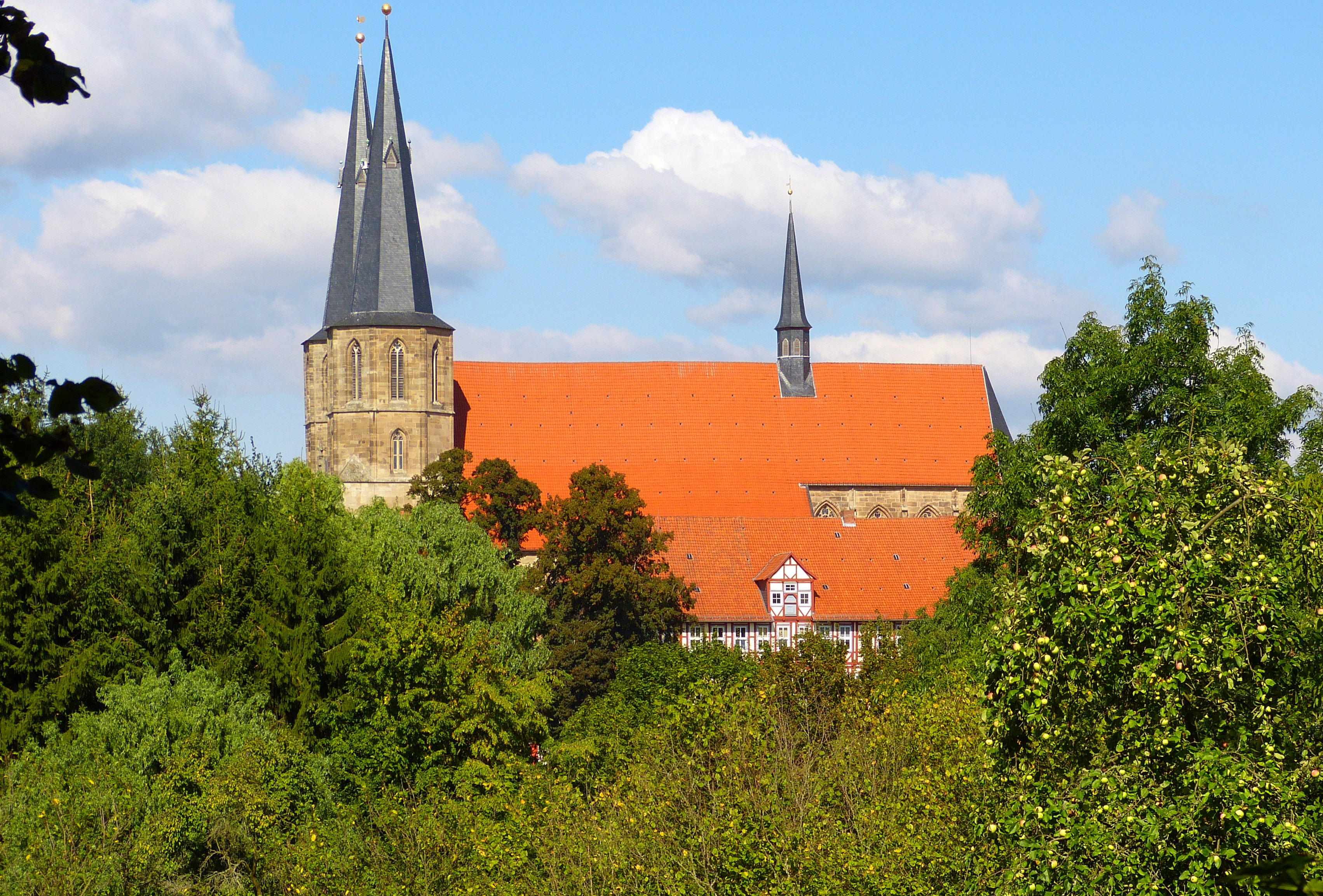
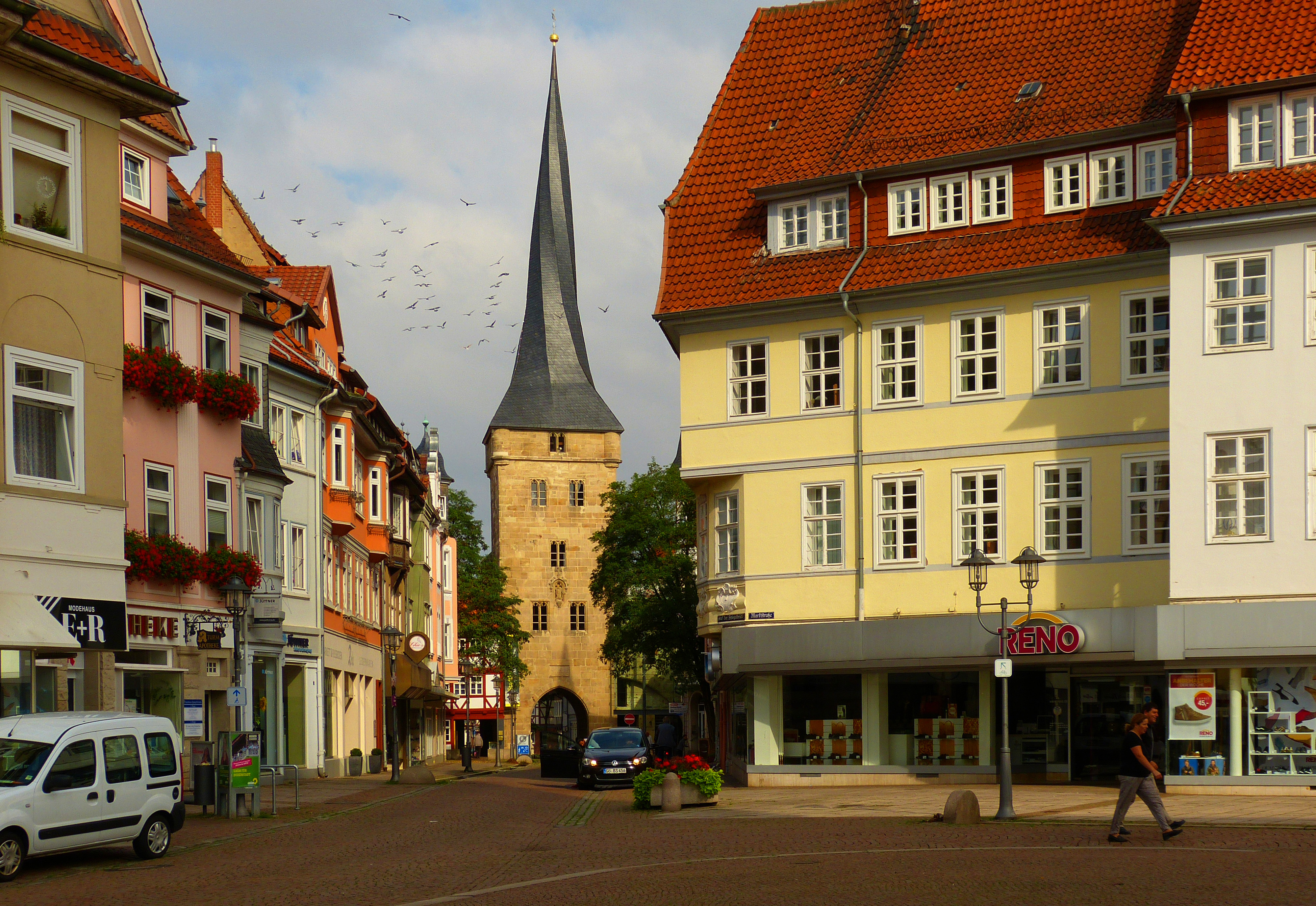
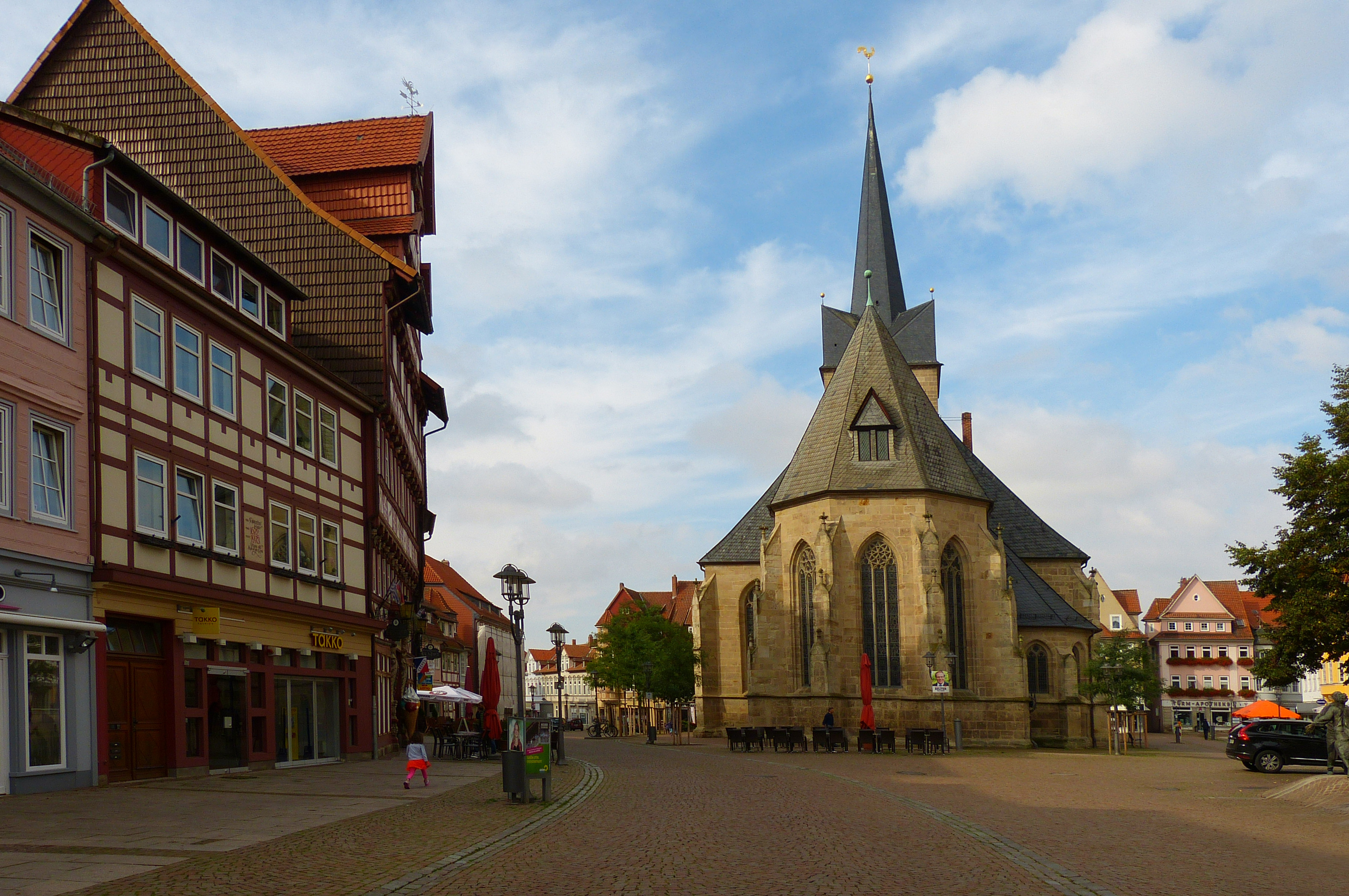
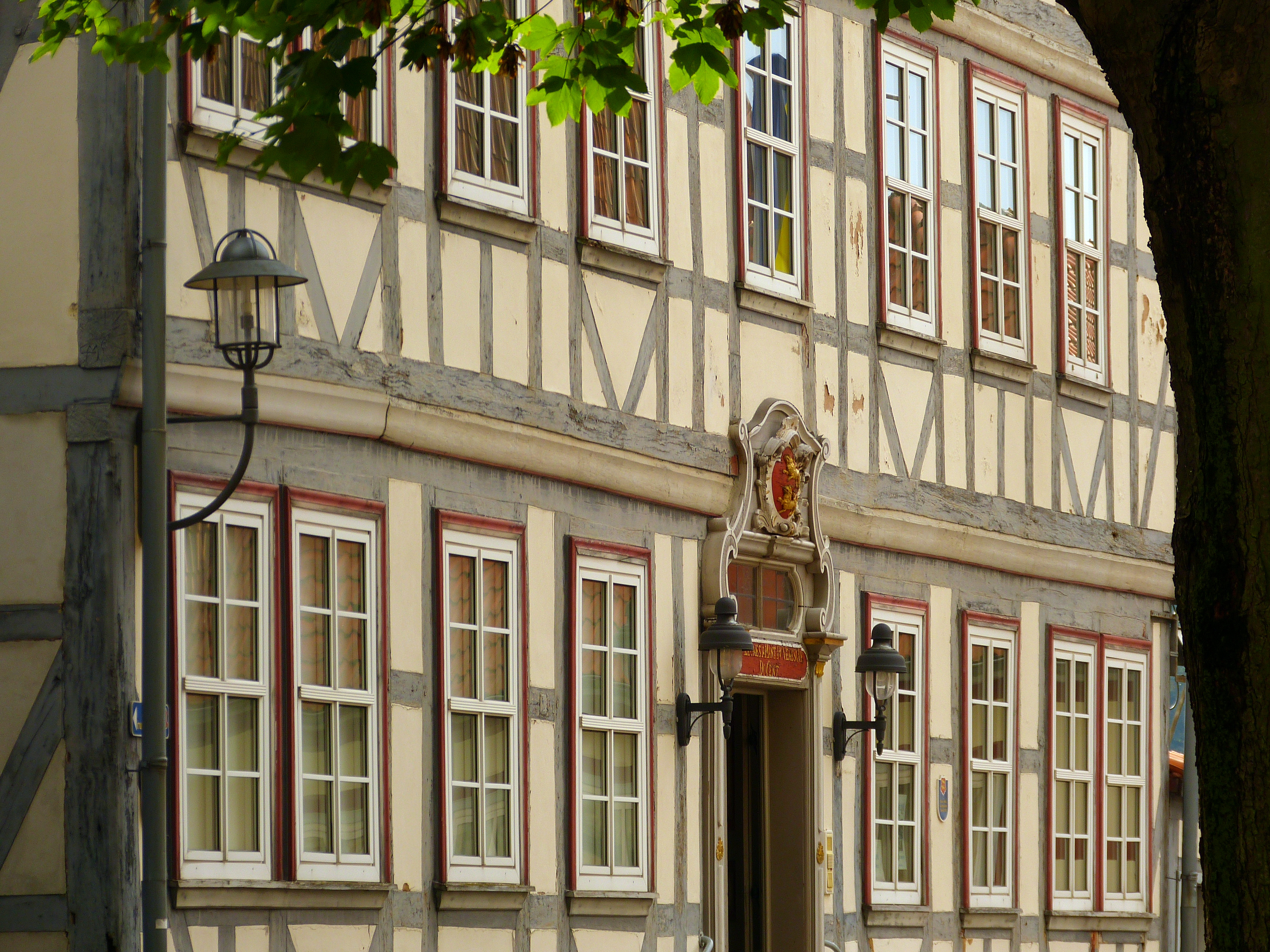
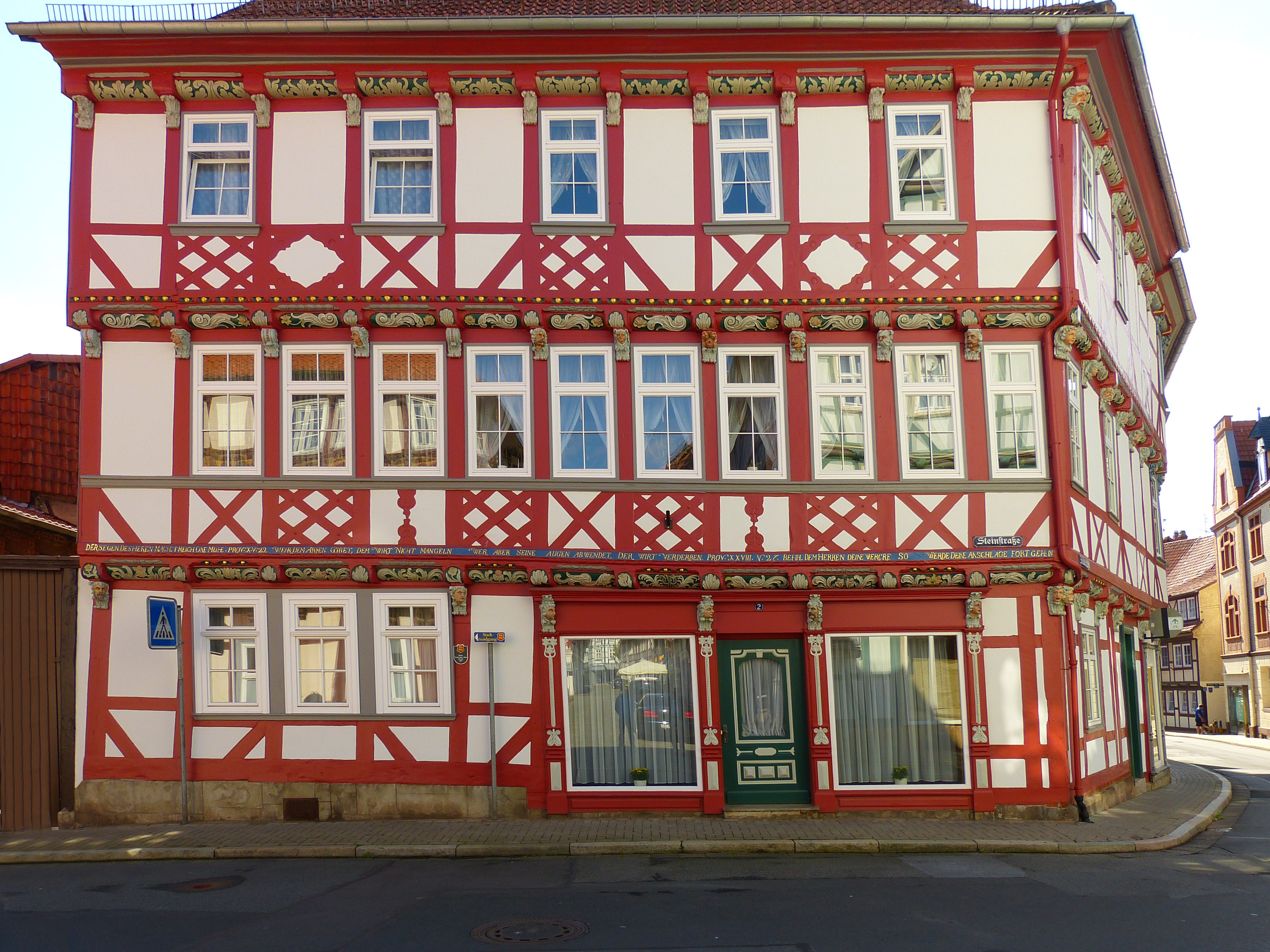
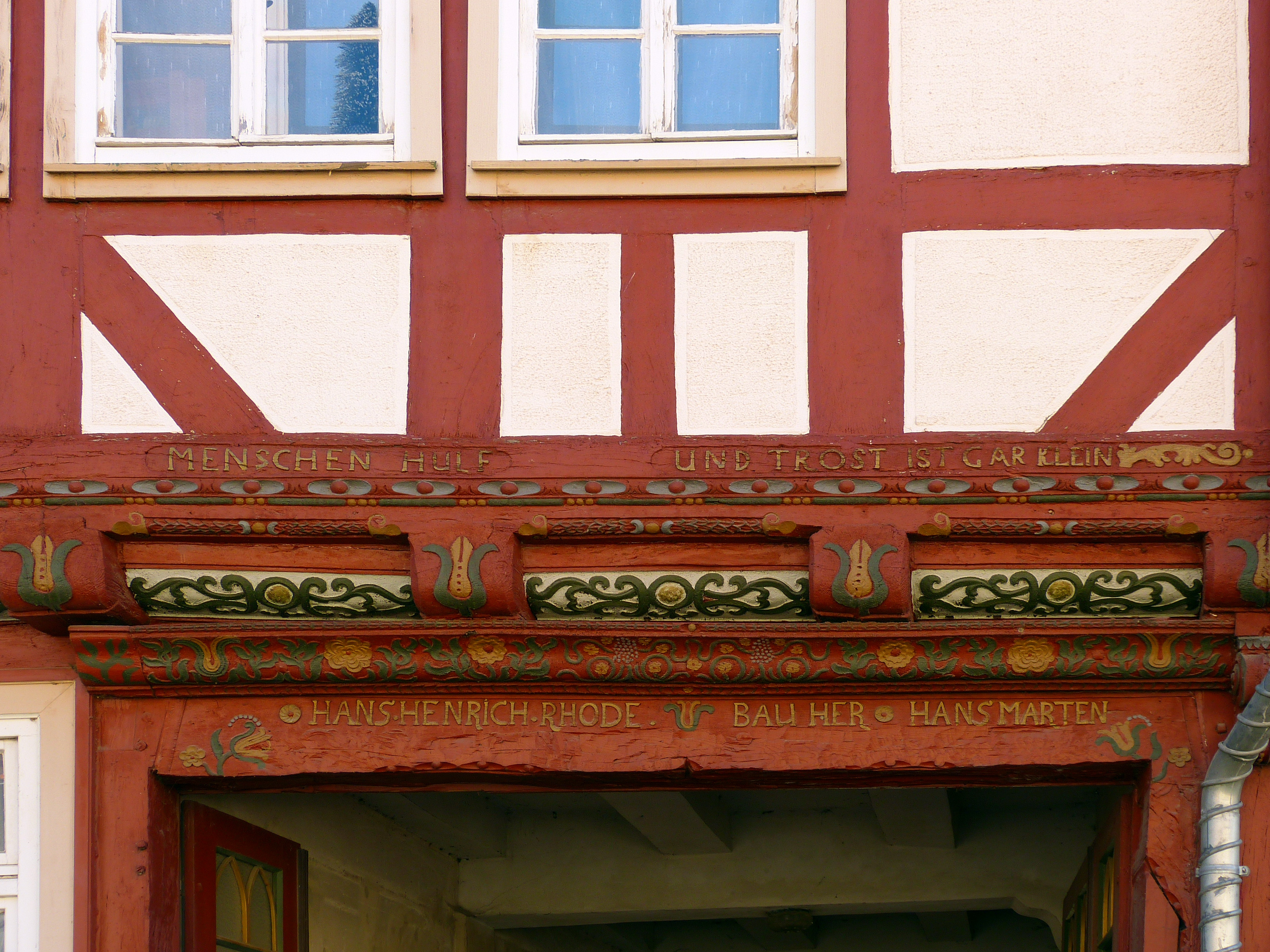
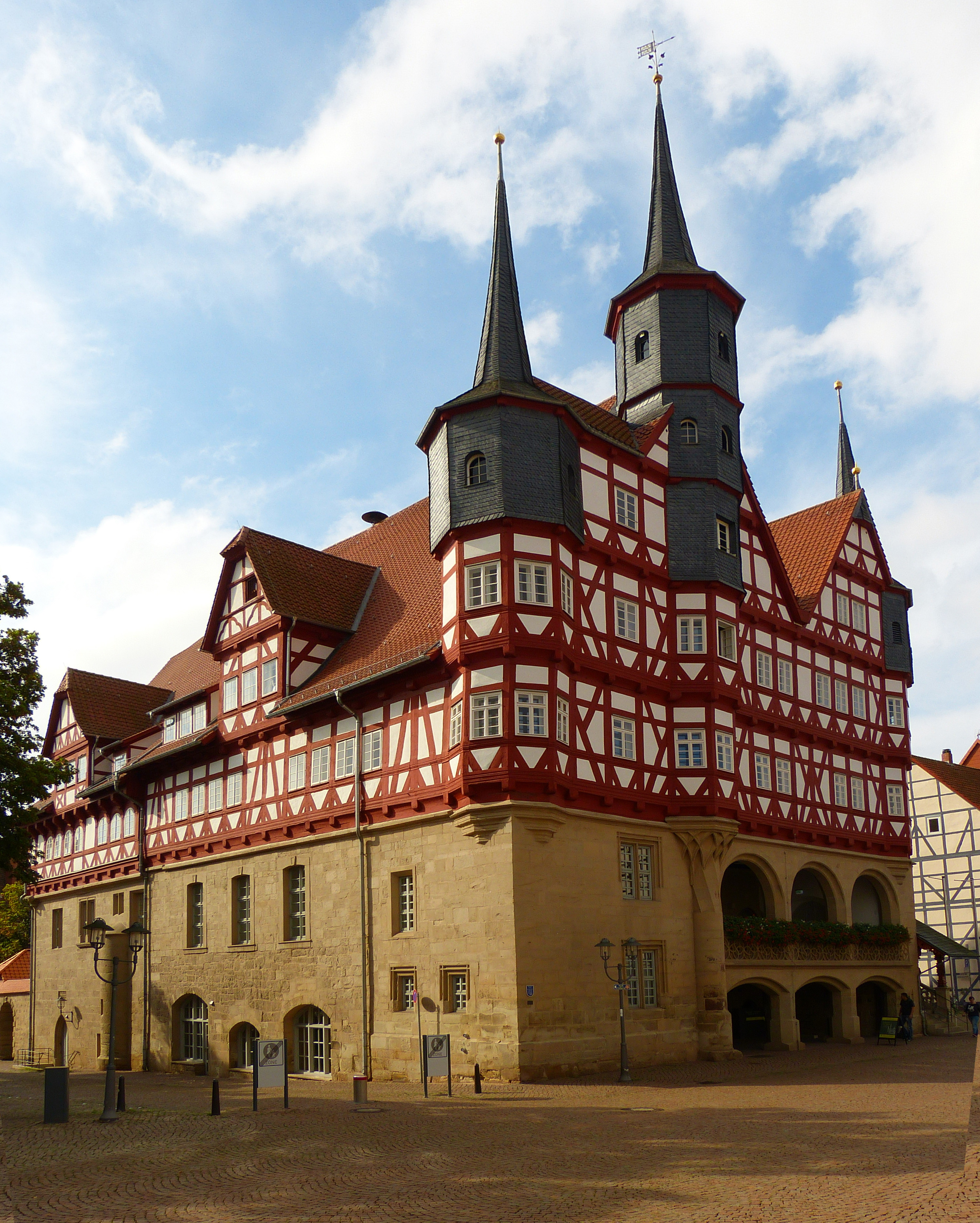
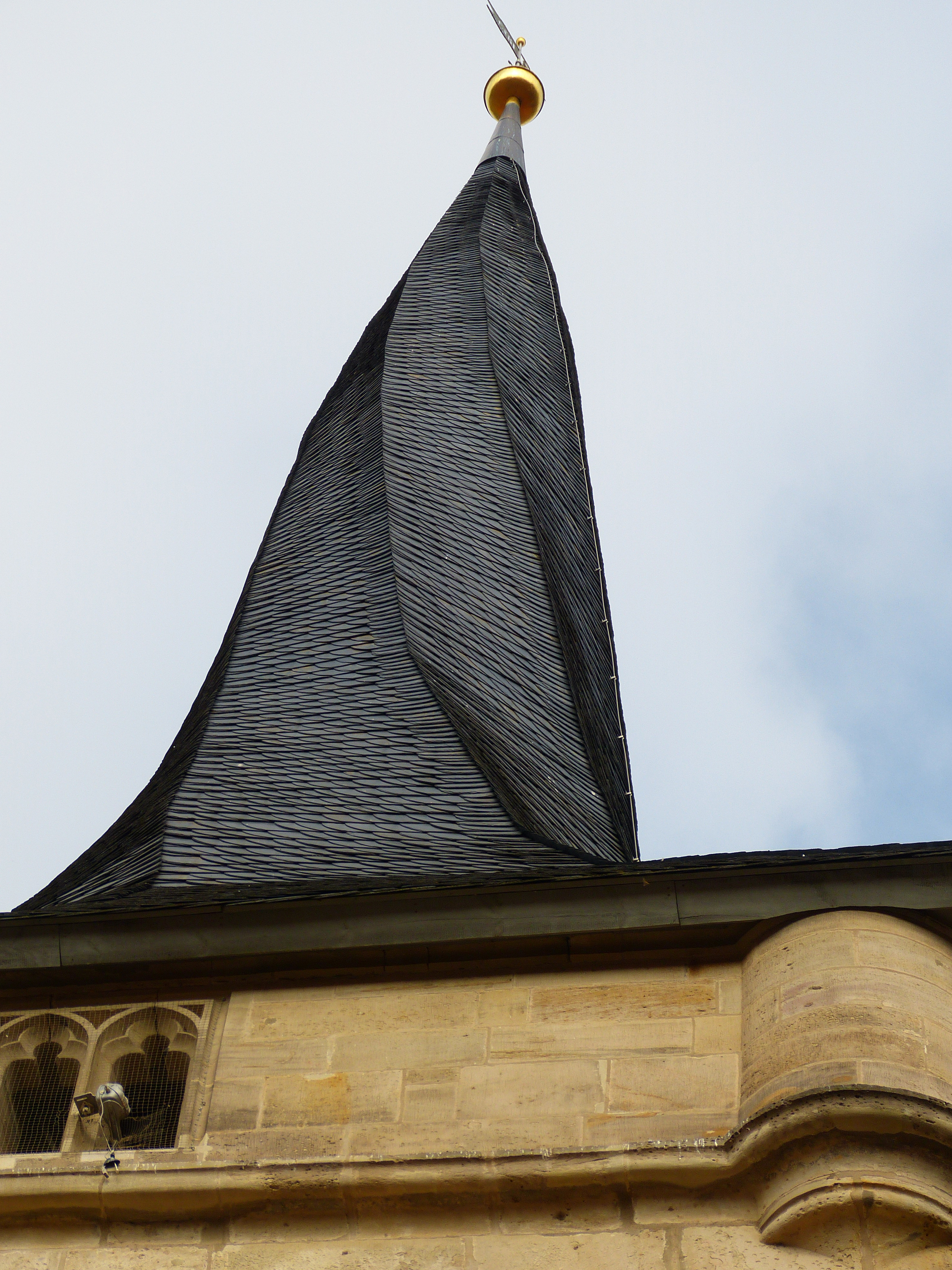